# Fontaine de Christophe Colomb

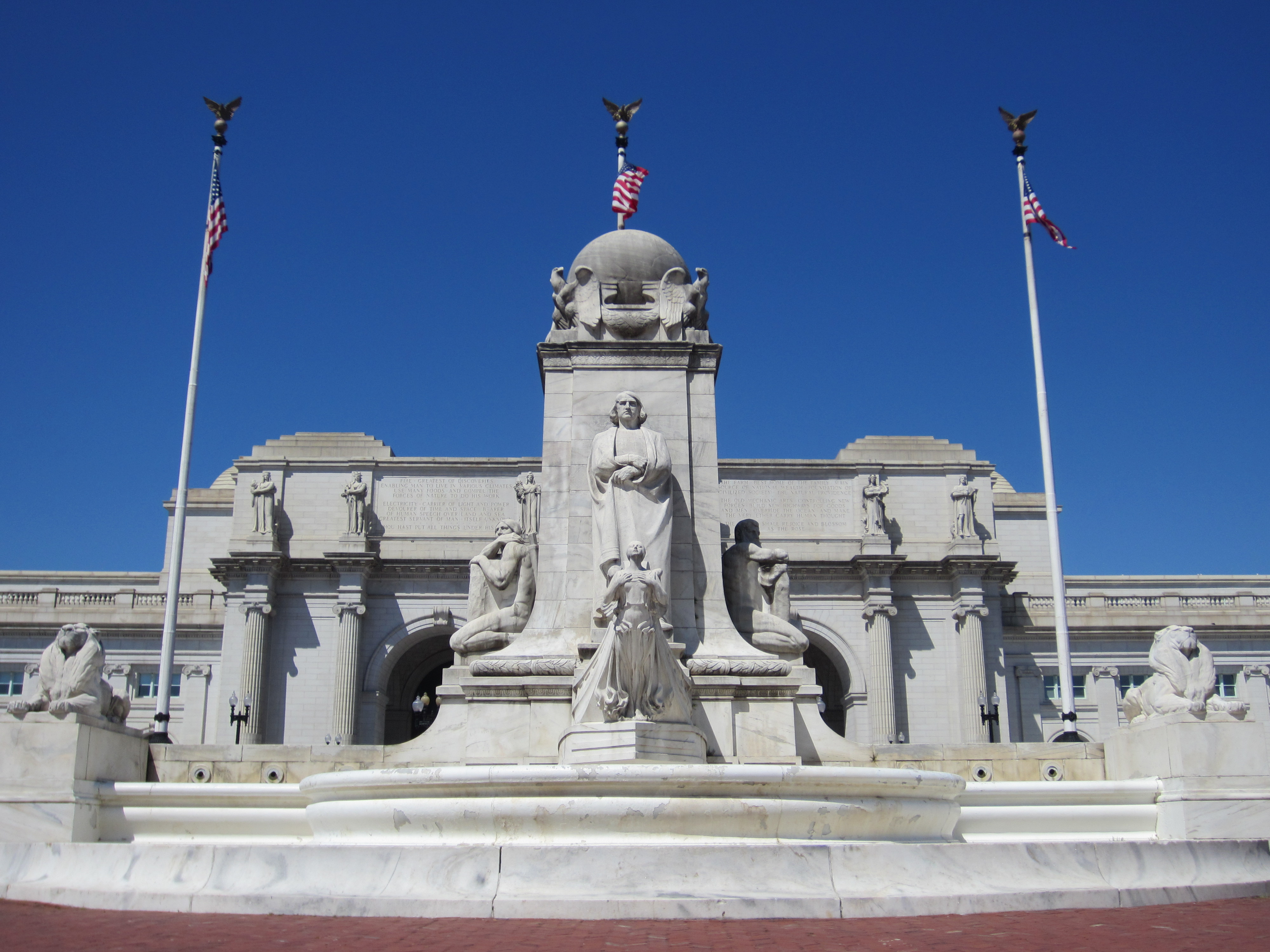
Fontaine de Christophe Colomb, 1912, Lorado Taft (sculpteur), Daniel Burnham et Edward Wilmann (architectes)

La fontaine de Christophe Colomb est une œuvre d'art public réalisée par le sculpteur américain Lorado Taft. Située au rond-point Colomb (en) face à la gare ferroviaire Union Station à Washington, ce monument se veut un hommage à l'explorateur Christophe Colomb.
La fontaine a été conçue par Taft et l'architecte Daniel Burnham qui se sont inspirés de la fontaine conçue par Frederick William MacMonnies présentée à l'Exposition universelle de 1893 qui s'est tenue à Chicago,.
En mai 1907, une commission formée des membres du Sénat et de William Howard Taft, secrétaire de la guerre à l'époque et président du comité, décida de l'allocation des fonds et de l'emplacement de la fontaine commémorative. À la suite d'un appel d'offres, vingt sculpteurs soumirent des propositions pour sa réalisation dont: Henri Cronier, Philip Martiny (en), Charles Keck, Augustus Lukeman (en), Alfred Sauder, Henry Hering, Charles J. Pike, Pierre Feitu, Leo Lentelli (en), John C. Hardy, John K. Daniels, Hans Schuler (en), Giuseppi Donato, J. Otto Schweizer, V.R. Hoxie, Augustin Querol, Louis Weingartner et Lorado Taft.
L'architecte Edward Wilmann du cabinet d'architectes de Burnham fut chargé de sa construction. Le monument a été installé de mars à juin 1912. Les Chevaliers de Colomb ont officié la cérémonie d'inauguration le 8 juin 1912. Le 7 mars 1968, le monument fut inscrit au Registre national des lieux historiques.